# Le crime est notre affaire (série télévisée)
Pour les articles homonymes, voir Le crime est notre affaire, Partners in Crime et Associés contre le crime.
Le crime est notre affaire (Agatha Christie's Partners in Crime) est une série télévisée britannique en un téléfilm de 120 minutes et 10 épisodes de 45 minutes, créée d'après diverses nouvelles du recueil Le crime est notre affaire d'Agatha Christie et diffusée entre le 9 octobre 1983 et le 14 janvier 1984 sur ITV.
En France, la série est diffusée entre le 12 avril 1985 et le 21 juin 1985 sur FR3. Rediffusion sous le titre alternatif Les Associés du crime à partir du 25 février 1987 sur FR3.

## Synopsis
Cette série met en scène les aventures de Tommy et Tuppence Beresford qui ont une agence de détectives privés à Londres.

## Distribution
- Francesca Annis : Prudence « Tuppence » Beresford
- James Warwick (VF : Guy Chapellier) : Tommy Beresford
- Deece Rinsdale : Albert

## Production

### Développement de la série
La série a débuté par la diffusion du téléfilm pilote Mr Brown (The Secret Adversary) adapté du roman éponyme diffusé le 9 octobre 1983 sur ITV et produit par London Weekend Television et est mené par les deux acteurs Francesca Annis et James Warwick.
La belle réussite de la série réconcilie Rosalind Hicks et Matthew Prichard, respectivement la fille et le petit-fils d'Agatha Christie, avec la télévision. Ceux-ci, tout comme la romancière, n'avaient pas apprécié les précédentes adaptations cinématographiques et télévisuelles. Les producteurs ne tardent pas à avoir de nombreux projets.

### Fiche technique
- Titre original : Agatha Christie's Partners in Crime
- Titre français : Le crime est notre affaire
- Pays d'origine :  Royaume-Uni
- Langue originale : Anglais
- Saisons diffusés : 1 (11 épisodes)
- Producteur : Jack Williams
- Société de production : London Weekend Television
- Musique : Joseph Horovitz
- Diffuseur original : ITV
- Année de création : 1983
- Durée moyenne d'un épisode : 45 minutes sauf le pilote de 120 minutes
- Genre : Série policière

## Pilote
1. Mr Brown (The Secret Adversary)

## Épisodes
1. L'Affaire de la perle rose (The Affair of the Pink Pearl)
2. La Mort à domicile[3] (The House of Lurking Death)
3. Le Mystère Sunningdale[4] (The Sunningdale Mystery)
4. La Fille du pasteur (The Clergyman's Daughter)
5. Impasse au roi (Finessing the King)
6. Les Botillons de l'ambassadeur (The Ambassador's Boots)
7. L'Homme dans le brouillard (The Man in the Mist)
8. Un alibi en béton (The Unbreakable Alibi)
9. La Femme disparue (The Case of the Missing Lady)
10. Les Faussaires (The Crackler)

## DVD (France)
- La série a été éditée en Coffret DVD sous le titre Tommy et Tuppence chez l'éditeur "Éléphant Films" sorti le 18 avril 2007[5].